# Champigneulles

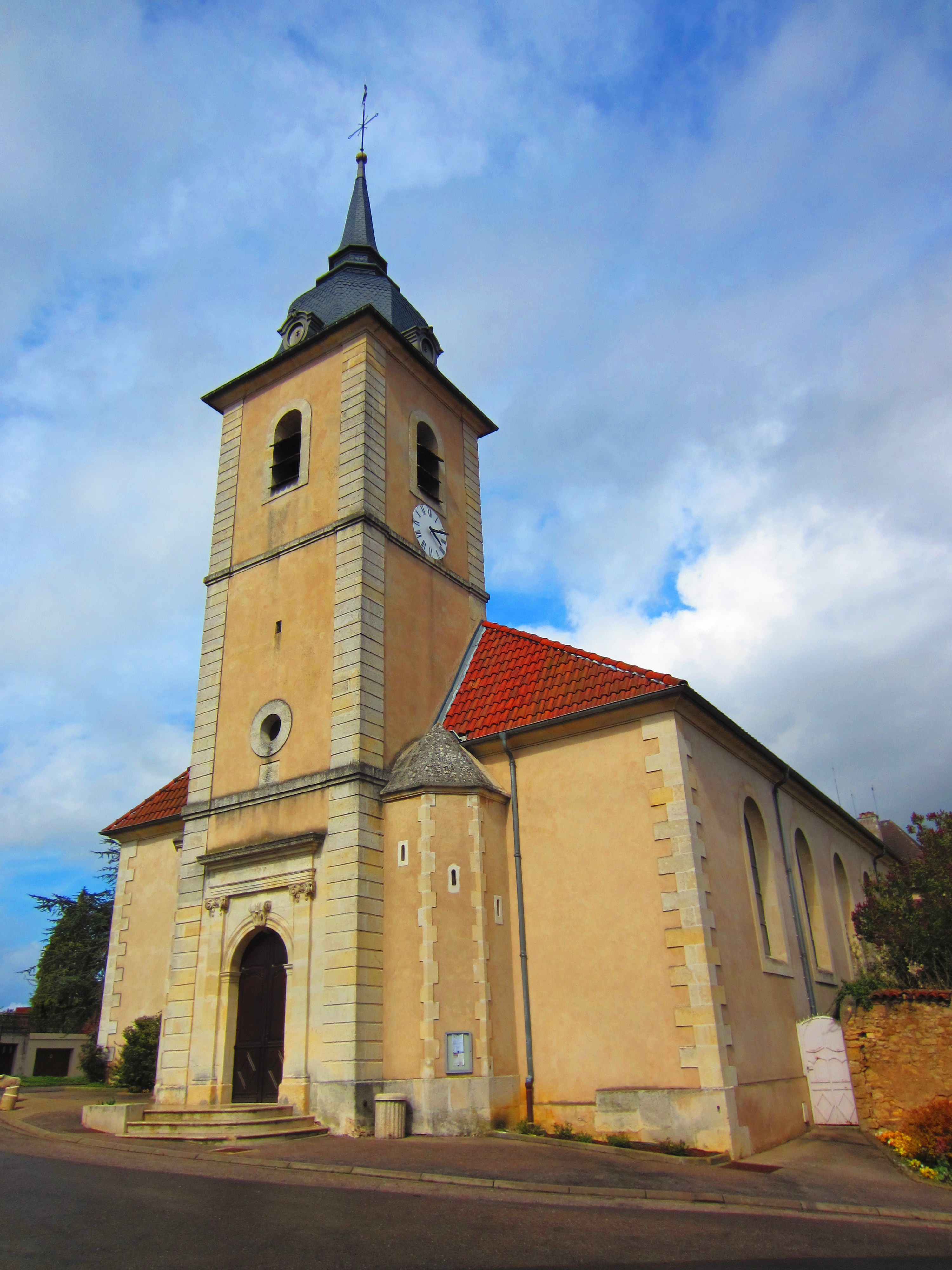
Kościół św. Apera (2012)

Champigneulles – miejscowość i gmina we Francji, w regionie Grand Est, w departamencie Meurthe i Mozela.
Według danych na rok 1990 gminę zamieszkiwało 7541 osób, a gęstość zaludnienia wynosiła 314 osób/km² (wśród 2335 gmin Lotaryngii Champigneulles plasuje się na 53. miejscu pod względem liczby ludności, natomiast pod względem powierzchni na miejscu 113.).

## Populacja

Populacja Champigneulles w latach 1962–2008